# Beate Weidenhammer
Beate Weidenhammer (* 1975 in Kronach) ist eine deutsche Film- und Theaterschauspielerin.

## Leben
Weidenhammer wuchs in Kronach auf. Sie begann ein Studium der Humanmedizin. Zwischen 1996 und 2000 absolvierte sie eine Schauspielausbildung an der Akademie für Darstellende Kunst Ulm.
Sie war am Theater Regensburg, dem ACUD Theater Berlin, den Störtebeker-Festspielen Rügen, dem Theater Bautzen, den Faust-Festspielen Kronach, am Eduard-von-Winterstein-Theater Annaberg, dem Scala-Theater Annaberg und an der bremer shakespeare company tätig. Am Theater Lüneburg tritt sie seit 2013 auf.
Für den Kurzspielfilm Zweiakter wurde sie beim Los Angeles Cinema Festival of Hollywood in der Kategorie Best Supporting Actress nominiert.

## Filmographie
- 2003: Bennewitz
- 2004: Hallo Robbie!
- 2006: Geschichte Mitteldeutschlands
- 2010: Fusion
- 2012: Bettgeschichten
- 2015: Rote Rosen
- 2015: Sturm der Liebe
- 2019: Fluten
- 2020: Wer einmal stirbt dem glaubt man nicht
- 2022: Nachtwache
- 2023: Stralsund
- 2024: Nord bei Nordwest – Die letzte Fähre